# Schwarzenau (Dolní Rakousy)
Schwarzenau (zastarale česky Švarcenava), je městys v okrese Zwettl v rakouské spolkové zemi Dolní Rakousy.

## Geografie
Švarcenava leží ve Waldviertelu (Lesní čtvrti) na toku Rakouské Dyje. Plocha území městysu je 28,12 kilometrů čtverečních a 19,69 % plochy je zalesněno.

### Katastrální území
- Ganz
- Großhaselbach
- Hausbach
- Limpfings
- Modlisch
- Schlag
- Schwarzenau
- Stögersbach

## Historie
V dolnorakouské zemi ležící obec má stejně proměnlivé dějiny jako jsou dějiny celého Rakouska. Do moravských dějin vstoupili v poslední třetině 16. století a v 1. třetině 17. století páni Strejnové ze Švarcenavy, kteří zakoupili někdejší državy Krajířů z Krajku a Bítovských z Lichtenburka na jihozápadní Moravě (Bítov, Uherčice, Vratěnín, Vranov nad Dyjí, Nový Hrádek).

### Vývoj počtu obyvatel
- 1971 1910
- 1981 1929
- 1991 1714
- 2001 1591

## Politika
- Starostou městysu je Karl Elsigan, vedoucí kanceláře Karl Höfler. dlouholetým starostou byl Dipl. Ing. Othmar Winkelhofer.
- V zastupitelstvu městysu je 19 křesel, která jsou po obecních volbách konaných 14. března 2010 obsazena podle získaných mandátů:
- ÖVP 12
- SPÖ 7

## Stavební objekty
- Schwarzenau (zámek)

## Hospodářství a infrastruktura
Nezemědělských pracovišť bylo v roce 2001 60, zemědělských a lesnických pracovišť bylo podle zjištění v roce 1999 95. Počet výdělečně činných obyvatel v místě bydliště bylo v roce 2001 680, tj. 43,87 %

## Osobnosti městyse
- Florian Berndl (1856–1934), přírodovědec